# Can Boada (Sant Celoni)
Can Boada és una casa al nucli de Sant Celoni (Vallès Oriental). Aquest edifici també pertany a la zona del nucli antic, és a dir, estava dins les muralles. Encara molt prop d'aquí es pot veure una part que resta de la muralla. Encara que es conserva el traçat antic, construccions recents han iniciat la degradació del conjunt. Aquesta és una zona d'aquestes.
Edifici de forma i planta rectangular. Té tres façanes, la principal dona a la plaça. Té una paret mitgera. Consta de planta baixa i dos pisos, el superior sembla més unes golfes. Façana arrebossada i plana, els portals i les finestres són de pedra i amb arc pla. Les cantonades estan fetes amb carreus. L'edifici acaba amb una petita cornisa, la coberta és a quatre vessants. A la cantonada amb el carrer Major s'hi conserven restes de la muralla.